# Pseudoacontias unicolor
Pseudoacontias unicolor es una especie de saurópsidos escincomorfos de la familia Scincidae. Es endémico de la isla Nosy Be (Madagascar).

## Estado de conservación
Se encuentra amenazada por la pérdida de su hábitat natural.